# 許鵬 (成化進士)
許鵬（1455年—？），字圖南，山東青州府樂安縣人，軍籍，明朝政治人物。

## 生平
山東鄉試第二十五名舉人。成化二十三年（1487年）中式丁未科會試第三百二十七名，三甲第一百一十六名進士。

## 家族
曾祖許大綱；祖父許文質；父許鑑。嫡母宋氏；生母王氏。具庆下。